# Colciencias
El Departamento Administrativo de Ciencia, Tecnología e Innovación (Colciencias) fue la entidad encargada de promover las políticas públicas para fomentar la ciencia, la tecnología y la innovación en Colombia desde 1968 hasta 2019. Fue el principal organismo de la administración pública colombiana encargado de formular, orientar, dirigir, coordinar, ejecutar e implementar la política del Estado en los ámbitos mencionados. Dejó de funcionar oficialmente el 5 de diciembre de 2019, cuando se creó el Ministerio de Ciencia, Tecnología e Innovación.

## Historia
Colciencias fue creada en el 20 de noviembre de 1968 como Consejo Nacional de Ciencia y Tecnología y el Fondo Colombiano de Investigaciones Científicas y Proyectos Especiales "Francisco José de Caldas", por el Decreto 2869 de 1968.
En 1991 se reorganiza por el Decreto 585 de 1991, mediante el cual se crea el Consejo Nacional de Ciencia y Tecnología (Colciencias), y se le entrega la coordinación del Sistema Nacional de Ciencia y Tecnología.
Colciencias se convierte en Departamento Administrativo (entidad de un rango similar al de un Ministerio) a partir de la Ley 1286 de 2009, la cual reorienta sus políticas y funciones.

## Sede y horarios
El Departamento de Ciencia, Tecnología e Innovación -Colciencias- estuvo ubicado en la ciudad de Bogotá en la siguiente dirección: Avenida Calle 26 n.º 57 - 83 -Torre 8 - Pisos del 2 al 6.

## Áreas misionales

### Fomento a la investigación
Su objetivo es orientar la formulación de política, planes, programas y estrategias, así como su seguimiento y evaluación, con el fin de promover la generación de conocimiento y fortalecer las capacidades de la investigación y desarrollo, con énfasis en aquellos que permitan aprovechar las oportunidades y contribuyan a la solución de los retos del país, para lograr un desarrollo social y económico sostenible.   Tiene la responsabilidad de coordinar la formulación de las políticas, planes, programas y estrategias de fomento a la investigación con el fin de promover la generación de conocimiento, fortalecer las capacidades de investigación del país y mejorar, de esta manera, la calidad, visibilidad, transferencia e impacto de sus resultados.
La producción científica en Colombia es principalmente generada en las Universidades. En el periodo 2014-2018 el nivel de aportación del sector educación superior a la producción científica nacional fue del 89,2%, uno de los más altos de América Latina. En las universidades el esfuerzo es desplegado por Grupos de Investigación. 
Minciencias tiene un  modelo para medir las capacidades y dinámicas de los grupos de investigación, con miras a fortalecer la gestión y la toma de decisiones frente a las políticas de estímulo y priorización de los recursos de inversión, financiación y sostenibilidad de los proyectos de CTeI. Este modelo conceptual, matemático y estadístico describe la categorización de los grupos de investigación en cinco niveles, denominados categorías (A1, A, B, C y D).

### Mentalidad y cultura
La dirección de Mentalidad y Cultura acorta la distancia entre la ciencia y los colombianos. Tiene el propósito de generar y fortalecer una cultura que valore y gestione el conocimiento y la innovación, para esto diseña e implementa estrategias que exaltan el poder transformador de la ciencia.

### Innovación
Fomentar el desarrollo científico, la tecnología y la innovación  a través del fortalecimiento de capacidades para la gestión de la innovación,  la transferencia de conocimiento y tecnología, y la gestión de la Propiedad Intelectual para incrementar  la productividad y competitividad de las organizaciones y del país.  Asesora la formulación de políticas y estrategias que se someten a la consideración del Gobierno Nacional en materia de innovación, competitividad y desarrollo, así como en la toma de decisiones para su implementación, desarrollo y ejecución-

## Directores de Colciencias
- Alberto Ospina Taborda, 1969 - 1972
- Efraim Otero Ruíz, 1972 - 1983
- Eduardo Aldana Valdés, 1983 - 1986
- Pedro Amaya Pulido, 1986 - 1990 +
- Clemente Forero Pineda, 1990 - 1994
- Fernando Chaparro Osorio, 1994 - 1998
- Álvaro Mendoza Arango, 1998 - 2000
- Margarita Garrido de Payán, 2000 - 2003
- María del Rosario Guerra de Mesa, 2003 - 2006
- Felipe García Vallejo, 2006
- Juan Francisco Miranda Miranda, 2006 - 2010
- Jaime Restrepo Cuartas, 2010 - 2012
- Carlos Fonseca Zárate, 2012 - 2013
- Paula Marcela Arias, 2013 - 2014
- Yaneth Giha Tovar, 2014-2016
- César Ocampo, 2017
- Alejandro Olaya, 2018
- Diego Fernando Hernández, 2018 - 2019